# Castello di Carini
Il castello di Carini è una fortezza medievale che si trova a Carini, in Sicilia.

## Storia

Il castello di Carini (veduta trasversale)

Fu eretto ad opera del primo feudatario normanno Rodolfo Bonello, guerriero al seguito del conte Ruggero I di Sicilia.
Nel 1283 divenne di proprietà della famiglia Abate che iniziò a trasformare la struttura difensiva destinandola ad uso residenziale. Schieratisi con i Chiaramonte nella disputa per il possesso della corona, gli Abate furono dichiarati "felloni" e privati di tutti i beni.
Il re Martino I, nuovo re di Sicilia, nel 1397 affidò la Terra di Carini al "milès panormitano" Ubertino La Grua per i servizi resigli.
Ubertino non ebbe prole maschile e, nel 1402, con privilegio di Martino il Giovane (sposo della regina Maria) che partecipò alla stesura del contratto di matrimonio, fece sposare la sua unica figlia Ilaria con il catalano Gilberto Talamanca, dando così vita alla casata La Grua Talamanca che rimarrà in possesso della baronia di Carini fino al 1812.
Con il barone Giovan Vincenzo La Grua Talamanca, dalla metà del XV secolo il castello sarà oggetto di una serie continua di cantieri di restauro ed evoluzione architettonica che ne modificheranno l'uso, da caserma a "palazzo" per la residenza estiva.

### Le vicende della baronessa di Carini
Il maniero divenne famoso quale teatro di una tragica vicenda: il 4 dicembre 1563 donna Laura Lanza di Trabia baronessa di Carini, moglie di don Vincenzo La Grua-Talamanca, venne uccisa dal padre per motivi di onore insieme al presunto amante Ludovico Vernagallo. Gli atti di morte dei due si trovano trascritti presso l'archivio storico della chiesa madre di Carini.
L'amaro caso della signora di Carini non fu subito di dominio pubblico, la potenza delle famiglie coinvolte mise subito a tacere i diaristi del tempo, che si limitarono a riportare solo la data e la notizia della morte della signora di Carini. Don Cesare Lanza di Trabia sarà assolto in virtù della legge vigente e l'anno successivo insignito del titolo di conte di Mussomeli.
Della vicenda si occupò nella metà dell'Ottocento lo studioso Salvatore Salomone Marino che riuscì a ricostruire, grazie a quanto appreso dal popolo attraverso vari "cunti" tramandati nei secoli dai cantastorie, la storia di Laura e del suo amato Ludovico.
Una leggenda narra che in occasione dell'anniversario del delitto comparirebbe, su un muro della stanza dove venne uccisa Laura, l'impronta della mano insanguinata lasciata dalla baronessa uccisa. Il barone Vincenzo La Grua ebbe altre due mogli: dona Ninfa, figlia di don Alfonso Ruiz de Alarcòn e donna Paola Sabia Ventimiglia n. 1530, sposate a distanza di circa un anno l'una dall'altra (la data del matrimonio con dona Ninfa non è certa, ma è sicuro che morì fra i 6 mesi e un anno dallo stesso sposalizio).

## Architettura

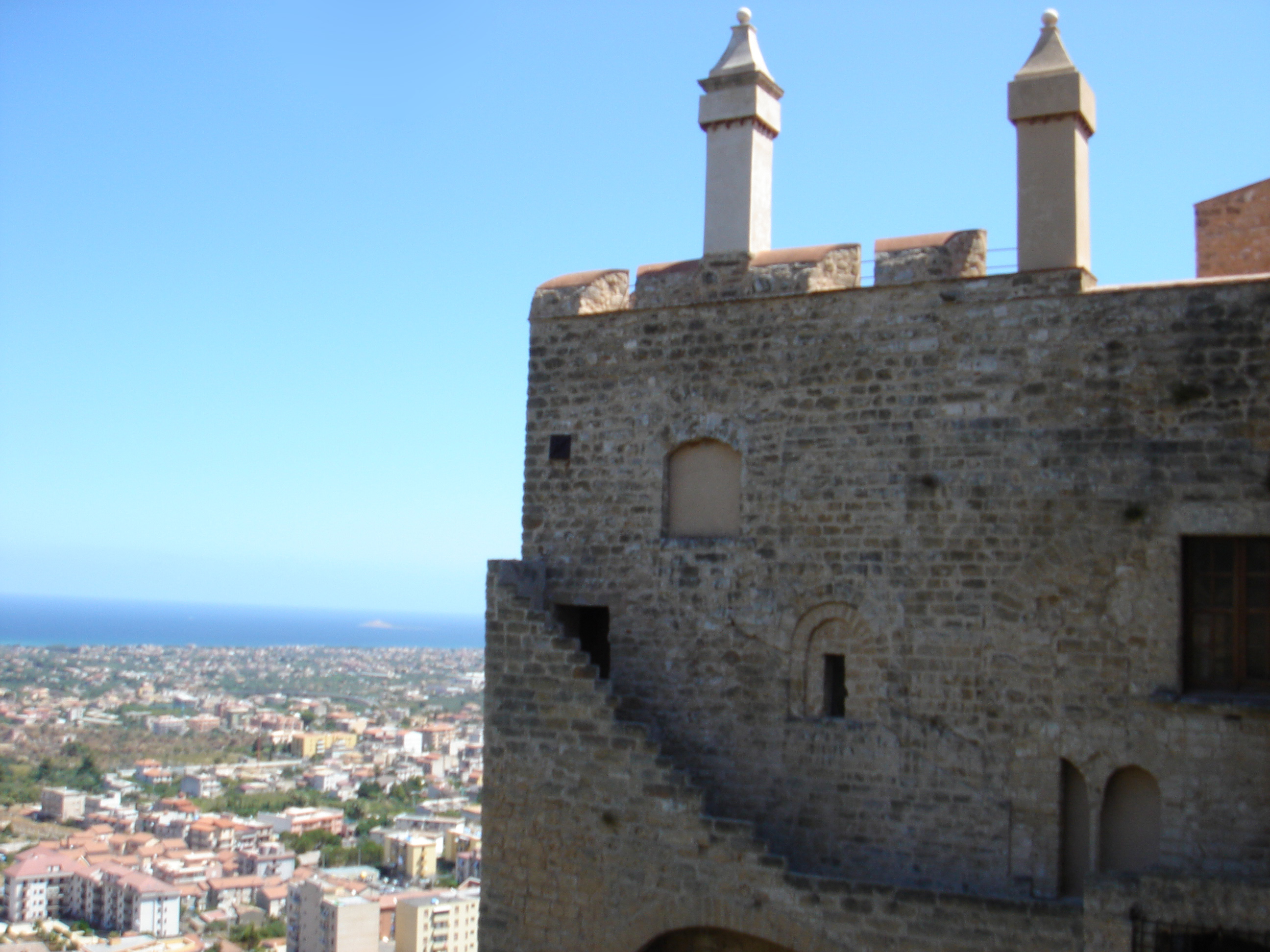
Le merlature del castello

Dal punto di vista architettonico, le mura medievali risalgono all'XI e XII secolo. Elementi arabo-normanni sono riscontrabili nella seconda porta del castello, dove l'arcata a sesto acuto ne prolunga lo slancio.
In alto vi è l'arma della famiglia Abbate. I portali sono sormontati da alcuni scudi che rappresentano una gru, allusiva della casata La Grua; altri mostrano tre zolle di terra, probabilmente simbolo dei Chiaramonte. In quello del piano superiore si trova lo stemma dei Lanza-La Grua, caratterizzato da due leoni rampanti.

### Piano terreno
Entrando nel piano terreno vi è una stanza con volta a crociera che originariamente era un muro esterno. Un altro vano, privo del pavimento, mostra le fondazioni di strutture precedenti. Un grande salone è diviso da due arcate a sesto acuto con colonna centrale.
Nel lato est del castello si possono vedere: in un locale un lavatoio in pietra di Billiemi; una cappella affrescata a trompe-l'œil, una statua in marmo raffigurante la Madonna di Trapani.

### La cappella

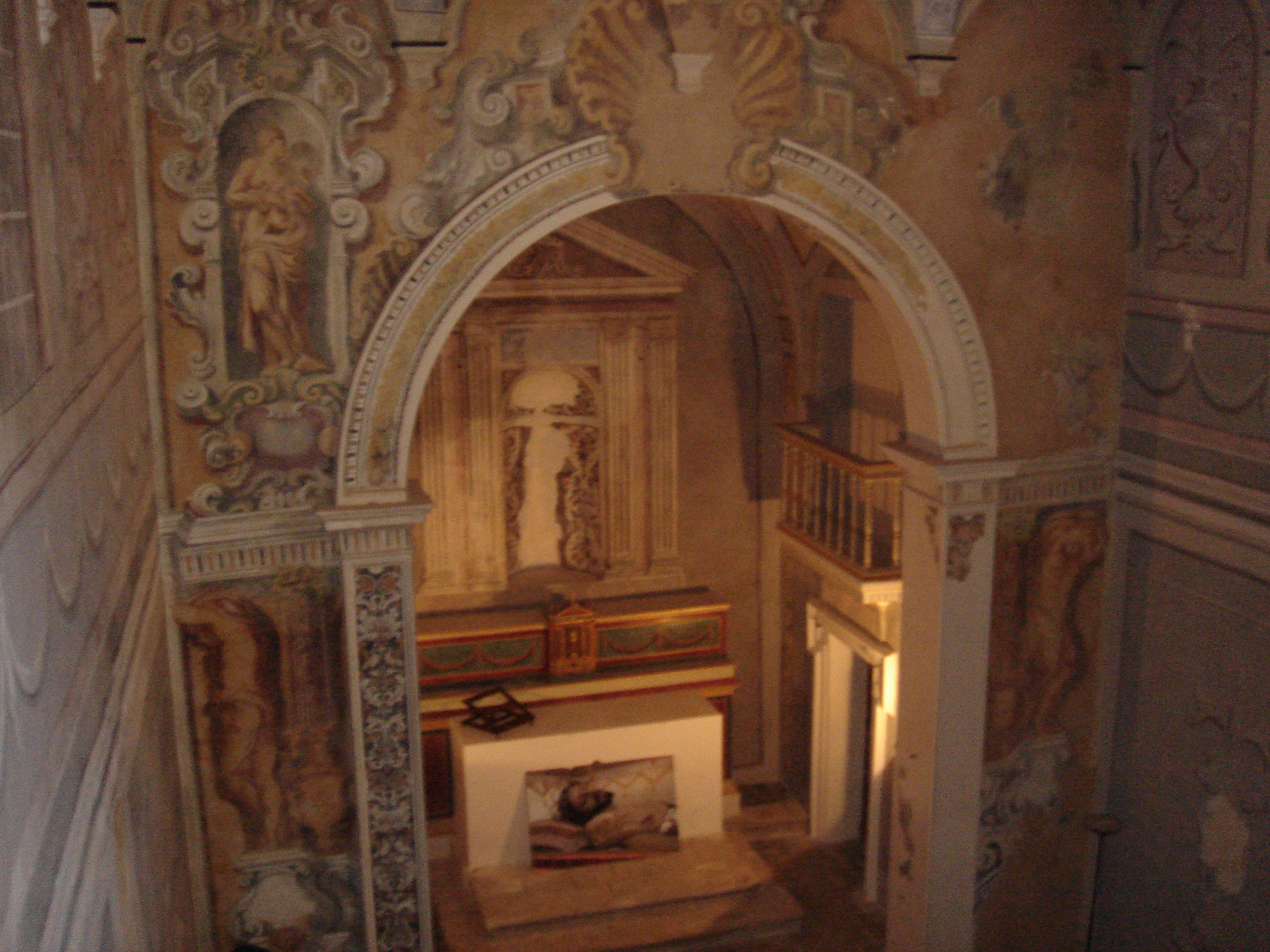
La cappella gentilizia

Nella cappella si ammira un artistico tabernacolo ligneo del primo decennio del Seicento con colonnine corinzie che scandiscono prospettivamente lo spazio. Un matroneo in legno permetteva la vista dal piano superiore.

### Piano superiore
Al piano superiore, all'ingresso di quella che era l'ala quattrocentesca del castello, troviamo un portale marmoreo dove, tra due fenici rinascenti dalle fiamme, è scritto Et nova sint omnia (E tutto sia rinnovato), che è la continuazione di un'altra dicitura presente su un secondo portale marmoreo sempre nel lato sud-ovest dove si legge Recedant Vetera (Sia cancellato il passato), probabilmente collocate quando l'edificio, sotto la direzione dell'architetto netino Matteo Carnalivari, cambiò la sua destinazione d'uso trasformandosi da caserma a dimora signorile (seconda metà del Quattrocento).

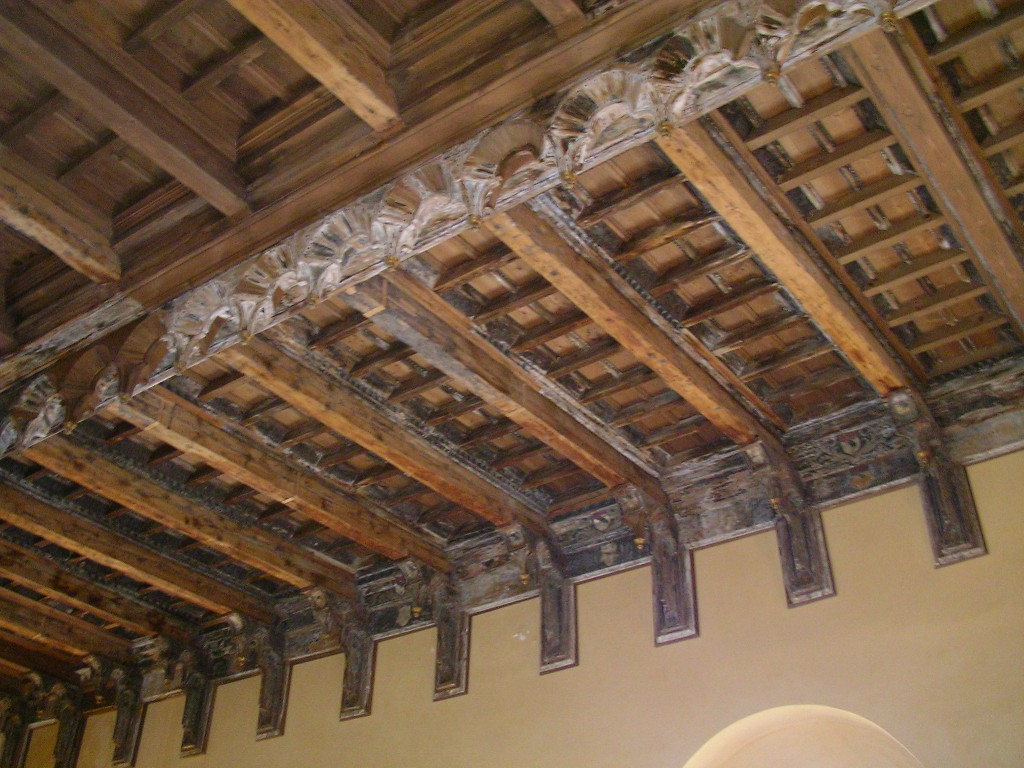
Il soffitto ligneo del salone delle feste

Dalla porta accanto si accede al salone delle feste, caratterizzato da un soffitto ligneo cassettonato con elementi stalattitici tutti decorati con stemmi nobiliari, salmi dedicati alla Madonna e didascalie allegoriche, tra le quali quella sull'asse centrale: In medio consistit virtus e quelle sulle mensole laterali: Et in estremis labora.
Il soffitto ligneo fu realizzato in concomitanza con i lavori di riammodernamento fatti quando i La Grua Talamanca si imparentarono con la famiglia Ajutamicristo, un esempio simile si conserva infatti presso il palazzo palermitano della stessa casata, capolavoro dell'architettura gotico-catalana in Sicilia.

### Salone delle feste
Il salone delle feste del piano nobiliare è un classico esempio di ambiente quattrocentesco con soffitto ligneo a cassettoni, un camino impreziosito dallo stemma dei la Grua ed ampie finestre. Il soffitto conserva una parte originale dove è visibile una scritta in latino In Medio Consistit Virtus, ovvero Nel mezzo sta la virtù, per indicare che era stata realizzata solo per decorazione mentre è la struttura laterale quella portante. Dalla porta laterale sinistra della sala si entra nella stanza cara alla baronessa di Carini, dove, si narra, avvenissero i suoi presunti incontri con Ludovico Vernagallo.

### Le altre stanze
Interessanti sono le stanze affrescate, come quella in cui si trova la pittura murale ritraente Penelope ed Ulisse. Una scaletta conduce alle cucine. Un vano, infine, merita attenzione perché si caratterizza per le vele e i pennacchi terminanti in pietra di Billiemi di stile gotico-catalano.